# جوز كاليفورني
جوز كاليفورني (الاسم العلمي:Juglans californica) هو نوع من النباتات يتبع جنس الجوز من الفصيلة الجوزية.